# 茨木市立天王中学校
茨木市立天王中学校（いばらきしりつ てんのう ちゅうがっこう）は、大阪府茨木市にある公立中学校。1977年に開校。

## 通学区域
- 茨木市立天王小学校の校区全域
- 茨木市立東奈良小学校の校区の大半
- 茨木市立玉櫛小学校の校区の一部